# Prosopocera wahlbergi
Prosopocera wahlbergi es una especie de escarabajo longicornio del género Prosopocera, tribu Prosopocerini, familia Cerambycidae. Fue descrita científicamente por Aurivillius en 1891.
Se distribuye por Botsuana, Etiopía, Kenia, Malaui, Mozambique, Namibia, República Democrática del Congo, Congo, República de Sudáfrica, Tanzania y Zimbabue. Mide 16-19 milímetros de longitud. El período de vuelo ocurre en los meses de abril y noviembre.